# Portugal continental

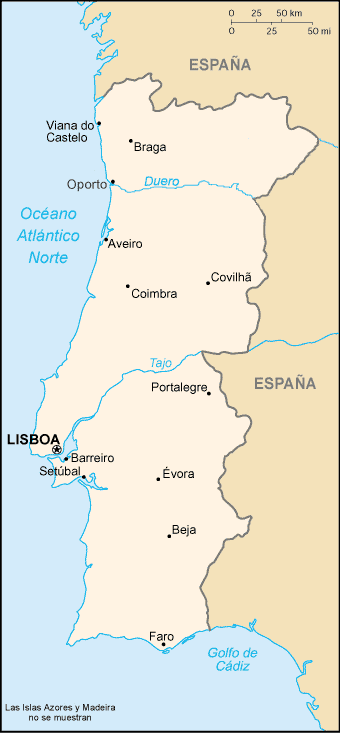
Mapa de Portugal Continental.

Portugal Continental es la designación que recibe la parte de Portugal que corresponde a la península ibérica y, por tanto, al continente europeo.
Este término se usa para distinguir el territorio continental de Portugal (conocido también como El Continente - O Continente) del territorio insular de Portugal, que se compone de los archipiélagos de las Azores y de Madeira, en el océano Atlántico. Además, es una división NUTS y de distritos.
Los archipiélagos de las Azores y de Madeira se suelen denominar "Las Regiones Autónomas" (As Regiões Autónomas), "Portugal Insular" (Portugal Insular) o sencillamente "Las Islas" (As Ilhas).
El término se hizo especialmente popular después de 1975, cuando Portugal concedió la independencia a sus colonias africanas. Antes, el término Metrópole ("metrópolis") era común.
Portugal Continental tiene 89 015 km² de área (total de Portugal: 92 145 km²) y 9833 408 habitantes (total de Portugal: 10 318 084).